# Коломиец, Инна Антоновна
Инна Антоновна Коломиец (укр. І́нна Анто́нівна Коломі́єць, 8 марта 1921—2005) — украинский скульптор, заслуженный художник УССР (1973), член Национального союза художников Украины (1973). Начиная с 50-х годов Коломиец внесла заметный вклад в развитие скульптурного соцреализма.
Творчество Инны Коломиец — пример оригинального украинского национального искусства XX века. Характерной особенностью скульптора стала работала с различными видами изобразительного искусства — монументальным, монументально-декоративным, станковым, а также керамической архитектурой. Участник Великой Отечественной войны. Награждена Грамотой Президиума Верховной Рады УССР.

## Биография
Инна Коломиец родилась 8 марта 1921 года в Алейске, Алтайский край в семье руководителя Киевского завода Антона Коломиеца. Являлась участником ВОВ.  В 1951 году окончила Киевский художественный университет. Её учителями были заслуженные деятели искусств УССР: Л. Муравин, И. Ф. Кричевский, профессора М. Гельман, К. Елев, что повлияло на её мировоззрение и выбор профессии. Окончив университет в 1951 году, Коломиец работала преподавателем в ремесленном училище. В это же время принимала участие во всевозможных художественных выставках, как регионального, так и зарубежного масштаба. В 1955 году Коломиец поступила в аспирантуру Архитектурной академии УССР, где училась на архитектуру и связанные с ней формы творчества. Являлась сотрудницей НИИ архитектуры до 1965 года.

## Признание
С 1951 года Инна Коломиец принимала активное участие в культурной жизни СССР, участвуя в различных художественных выставках.
Популярность пришла к Инне Коломиец после создания статуэтки «Первая буква» (1953 год), которая была выпущена миллионным тиражом.
«Первая буква» / мать сидит с книгой, возле нее девочка, высота 230 мм - так назвала свою работу Инна Коломиец. В этой скульптурной группе все очень просто и вместе с тем преисполнено глубокого содержания – и дочь на первом плане композиции, и фигура матери: она не просто учит читать, она излучает тепло, любовь. Плавные линии силуэта скульптуры, лаконичность изобразительного языка, большая непосредственность и жизненность, – вот характерные черты произведения. Художница здесь говорит не только о счастье матери, но и, об одном из самых главных его условий, о мире. Безгранично счастье и спокойствие, потому что на земле тихо.
35
Журнал «Антиквар» № 7-8, 2011
Летом 1958 г. скульптор показала свои работы на персональной групповой выставке, в которой вместе с Коломиец участвовали художницы одного с ней поколения М. Баринова и Г. Морозова. Она выставила на обзор поклонников искусства небольшие, исполненные в майолике «сказочные» композиции по мотивам украинской классической поэзии и сказок: «Русалка и водяной», «Конёк — горбунок», «Лукаш и Мавка», «Жар-птица», «Каменный цветок», «Довбня», «Девушка в поле», «Материнство» и прочие.
В пятидесятые годы в советской скульптуре господствовали тенденции описательности, черты мужественно-аскетического идеала, суженное понимание реализма как элементарного правдоподобия. На этом фоне очень свежими показались сказочные произведения Коломиец, в которых она уже тогда пыталась передать своё осознание индивидуальности личности. Об этих произведениях писали так:
:
 Они не укладывались в представление о декоративной скульптуре. Их внутренний мир был так просторен и непрост, но еще меньше они походили на обычную «скульптуру малых форм», на станковые вещи. Их мощные массы, текущие то стремительно, то плавно, то вдруг круто вскипают под зеленым, серебряным, красным поливом, их темпераментная лепкая и неожиданные композиционные решения – все это было ее, несовместимое с обычаями жанра.
– Скульптура. Каталог. Союз художников РСФСР. – Киев, 1968
.

Владимир Цельтнер в персональном каталоге 1968 года дал следующую характеристику творческому гению молодой, но уже очень влиятельной Инны Коломиец:
Инна Коломиец влюблена в наше время — она, как говорят художники, «чувствует современность». Её увлекают и радуют не только лица, она с удовольствием вводит в свои композиции предметы сегодняшнего быта, утверждая, что молочные бидоны, электрические доильники и железные маски электросварщиков могут стать темой для настоящей скульптуры. Она исследует пластику брезентовых курток и ватников, белых халатов и сапог-«кирзачей», открывает их внутреннюю красоту.
В 1973 году Коломиец вступила в национальный союз художников Украины. В том же году ей было присвоено звание заслуженной художницы УССР.

## Творческая зрелость
В честь 300-летия воссоединения Украины с Россией группой художников и архитекторов под руководством академика В. Заболотного, в состав которой входила Инна Коломиец, для Киева был исполнен конкурсный проект триумфальной арки. За что группа получила первую премию.
В 1970 году Инна Коломиец активно путешествует по Европе, посетив Францию, Германию, Испанию, Италию, Польшу, а также побывала в Египте и Японии. Эти путешествия в свою очередь открывали перед ней новые творческие пороги и придавали вдохновения, которое нашло отражение в её последующих работах. Таких как французская « Продавщица цветов»(1958 года), «Египтянка» (1962), «Старая Гейша» (1966) и множество других.
С началом 70-х Коломиец попала под опалу КГБ, наложившего на неё запрет, из-за чего она стала «невыездной», однако смирилась с ограничениями, видя возможности и в СССР.

## Семья
Вероятно, являлась матерью известной деятельницы искусства и скульптура Марины Хусид, погибшей в 1988 году.

## Участие в выставках
- 1951 — победитель конкурса на создание скульптурной композиции для кинотеатра «Киев» (г. Киев) [выставка?]
- 1957 — Республиканская художественная выставка, посвященная 40-летию Октября (г. Киев)
- 1957 — Всесоюзная художественная выставка, посвященная 40-летию Октября (г. Москва)
- 1958 — групповая выставка скульпторов вместе с М.Бариновой, г. Морозовой. (г. Киев)
- 1958 — Республиканская художественная выставка, посвященная 40-летию ВЛКСМ. (г. Киев)
- 1960 — Республиканская художественная выставка, посвященная декаде украинской литературы и искусства в Москве
- 1961 — Республиканская художественная выставка, посвященная 200-летию И. П. Котляревского (г. Киев)
- 1964 — Республиканская художественная выставка, посвященная 150-летию со дня рождения Т.г. Шевченко (г. Киев)
- 1964 — Художественная выставка, посвященная искусству УССР, БССР, МССР (г. Москва)
- 1965 — Республиканская художественная выставка «На страже мира» к 20-летию победы советского народа в ВОВ (г. Киев)
- 1965 — Всесоюзная художественная выставка «На страже мира» к 20-летию победы советского народа в ВОВ (г. Москва)
- 1965 — международная выставка в Монголии (г. Улан-Батор)
- 1967 — Республиканская художественная выставка, посвященная 50-летию Великой Октябрьской социалистической революции (г. Киев)
- 1967 — Всесоюзная художественная выставка, посвященная 50-летию Великой Октябрьской социалистической революции (г. Москва)
- 1968 — Персональная художественная выставка Киев, Луцк, Рига, Ленинград, Львов
- 1970 — Республиканская художественная выставка, посвященная 100-летию с дня рождения В. И. Ленина (г. Киев)
- 1970 — Всесоюзная художественная выставка, посвященная 100-летию с дня рождения В. И. Ленина (г. Москва)
- 1970 — Международная выставка «Советское медальерное искусство» (Варшава, Берлин, Будапешт)
- 1970 — художественная выставка деятелей искусств Киева в городе-побратиме Кракове
- 1971 — Республиканская художественная выставка, посвященная XXIV съезду Компартии Украины (г. Киев)
- 1971 — Республиканская художественная выставка «Физкультура и спорт в изобразительном искусстве» (г. Киев)
- 1971 — ІІІ Всесоюзная художественная выставка «Физическая культура и спорт в изобразительном искусстве» (г. Москва)
- 1972 — Республиканская художественная выставка «Цветущая советская Украина» (г. Киев)
- 1972 — Всесоюзная художественная выставка «СССР — наша Родина» к 50-летию создания СССР (г. Москва)
- 1972 — художественная выставка искусства УССР, БССР, МССР (г. Москва)
- 1973 — художественная выставка, посвященная международному женскому дню 8 марта (г. Киев)
- 1973 — художественная выставка ветеранов ВОВ (г. Киев)
- 1974 — Республиканская художественная выставка «Украина свободная», посвященная 30-летию освобождения Советской Украины от немецко-фашистских захватчиков (г. Киев)
- 1974 — І Республиканская медальерная выставка (г. Киев)
- 1974 — ІІ Всесоюзная медальерная выставка (г. Москва)
- 1974 — Всесоюзная выставка «Цветы и скульптура» (г. Москва)
- 1975 — Республиканская художественная выставка «30 лет великой Победы» (г. Киев)
- 1976 — Республиканская художественная выставка «Слава труду» (г. Киев))
- 1976 — Всесоюзная художественная выставка, посвященная международному дню женщин (г. Тбилиси)
- 1977 — Республиканская художественная выставка «Ленинским путём» (г. Киев)
- 1977 — мемориальный комплекс в честь героического сопротивления населения немецко-фашистским захватчикам в Корюковке (Полтавская обл.) (бронза, гранит)[что?]
- 1978 — Республиканская художественная выставка «60 лет ВЛКСМ» (г. Киев)
- 1978 — Всесоюзная художественная выставка «60 лет ВЛКСМ» (г. Москва)
- 1978 — памятник кобзарю Вересаю в Сокирницах[что?]
- 1979 — Художественная выставка «Навеки вместе», посвященная 325-летию объединения Украины с Россией (г. Москва)
- 1979 — Республиканская художественная выставка «Художники — детям» (г. Киев)
- 1980 — Республиканская художественная выставка, посвященная 110-й годовщине с дня рождения В. И. Ленина (г. Киев)
- 1995 — Памятник композиторам Максиму Березовскому и Дмитрию Бортнянскому в Глухове (бронза, гранит)[что?]
- 2000 — персональная выставка у выставочном зале «Митець» (г. Киев)
- 2003 — персональная выставка в галерее «Гончары» (г. Киев)
- 2006 — персональная выставка в музее Ивана Гончара (г. Киев)[7]
- 2007 — персональная выставка в Чехии
- 2010 — персональная выставка в галерее Pit-art (г. Киев)
- 2012 — постоянно действующая экспозиция в сети салонов Studio27 (г. Киев), (г. Донецк)[8]